# Robert Beigl
Robert Beigl OCist (* 6. August 1954 in Mödling als Edwin Beigl; † 7. September 1996 im Stift Rein) war ein österreichischer Ordenspriester und der 55. Abt des Zisterzienserstiftes Rein.

## Leben

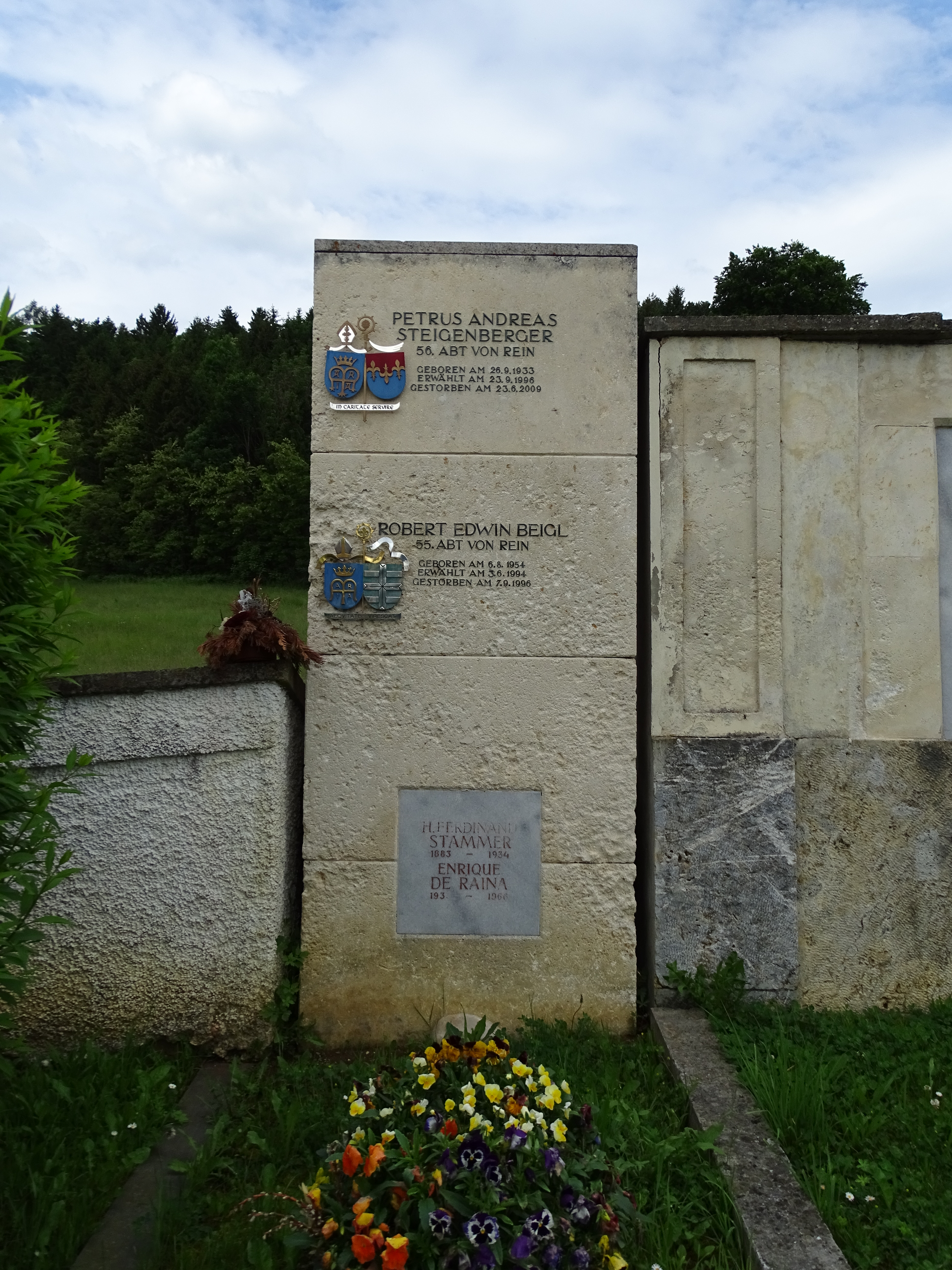
Der Grabstein von Robert Beigl am Friedhof von Stift Rein

Edwin Beigl wuchs in Heiligenkreuz (Niederösterreich) auf, maturierte 1972 in Hollabrunn und trat im selben Jahr in das Noviziat des Stifts Heiligenkreuz ein, wo er den Ordensnamen Robert annahm, der an Robert von Molesme erinnert. Er wechselte in das Stift Rein, wo er am 15. August 1976 die Feierliche Profess ablegte. Nach ersten Studienjahren an der Heiligenkreuzer Hochschule verlegte er sein Studium an die Universität Graz, wo er mit einer Arbeit über Liturgiewissenschaft zum Mag. theol. spondiert wurde. Die Priesterweihe erfolgte am 1. Oktober 1978. 
Er war Kantor des Klosters und unterrichtete Religion an der Schule. Seit 1981 wirkte er als Seelsorger in den inkorporierten Stiftspfarren von Thal, Rein, Gratwein, St. Bartholomä und Stübing. Von 1986 bis 1991 war er Subprior und Novizenmeister. 1994, nach einer turbulenten Phase in der Reiner Geschichte, wurde er zum Abt gewählt; dieses Amt war seit acht Jahren vakant gewesen. Er starb plötzlich während einer Messe, am Altar der Stiftsbasilika stehend, am 7. September 1996.

## Publikationen
- Entwicklung des Offiziums der Zisterzienser nach dem II. Vatikanum, 1978 (Diplomarbeit, Institut für Liturgiewissenschaft, Christliche Kunst und Hymnologie der Universität Graz).
- Liturgie und Musik des Stiftes. In: Stift Rein 1129–1979: 850 Jahre Kultur und Glaube. Rein (1979) 418–427.
- Von der seltsamen Zeit im Jahr, in der das Heil ganz nahe gespürt werden kann. Reiner Kreis (Hrsg.): Weihnacht. Rein, 1994, S. 5ff.

| Vorgänger      | Amt                            | Nachfolger           |
| -------------- | ------------------------------ | -------------------- |
| Paulus Rappold | Abt des Stiftes Rein 1994–1996 | Petrus Steigenberger |

| Personendaten    | Personendaten                                        |
| ---------------- | ---------------------------------------------------- |
| NAME             | Beigl, Robert                                        |
| ALTERNATIVNAMEN  | Beigl, Edwin (Taufname)                              |
| KURZBESCHREIBUNG | österreichischer katholischer Priester, Abt von Rein |
| GEBURTSDATUM     | 6. August 1954                                       |
| GEBURTSORT       | Mödling                                              |
| STERBEDATUM      | 7. September 1996                                    |
| STERBEORT        | Stift Rein                                           |